# Godric
San Godric (Walpole, 1065 circa – Durham, 21 maggio 1170) è stato un monaco cristiano e compositore inglese, molto popolare nel medioevo, venerato come santo dai fedeli, anche se non fu mai canonizzato.

## Biografia

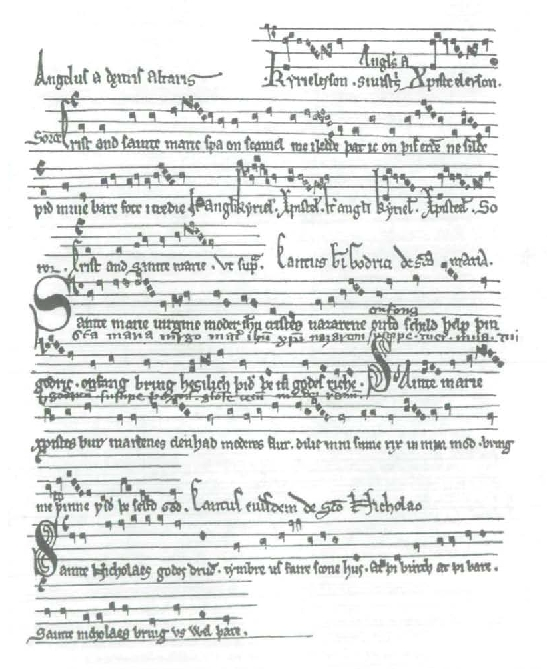

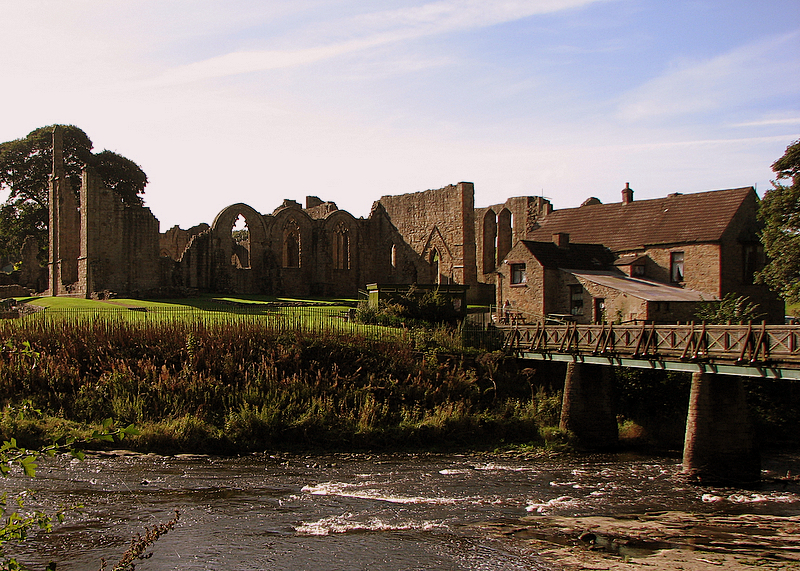

La vita di Godric è stata raccontata da un suo contemporaneo: un monaco dal nome di Reginaldo di Durham. Esistono comunque diverse altre agiografie. Secondo queste, Godric, veniva da una famiglia modesta figlio di Ailward e Edwenna, "entrambi di rango modesto e non abbienti, ma abbondanti in giustizia e virtù", fu un venditore ambulante, poi marinaio e imprenditore e potrebbe essere stato il capitano e proprietario della nave che condusse Baldovino I di Gerusalemme a Jaffa nel 1102. Dopo lunghi anni trascorsi in mare, Godric giunse nell'isola di Lindisfarne e lì, secondo i biografi, incontrò San Cutberto; questo non fu un incontro fisico in quanto Cutberto era morto da tempo ed era da allora tumulato nella Cattedrale di Durham. Questo incontro cambiò la sua vita ed egli si dedicò completamente al Cristianesimo ed al servizio di Dio per il resto della sua vita.
Dopo molti pellegrinaggi nei paesi del Mediterraneo, Godric ritornò in Inghilterra e visse con un eremita dal nome Aelric per due anni. Dopo la morte di Aelric, Godric fece un ultimo pellegrinaggio a Gerusalemme e quindi ritornò in patria dove riuscì a convincere Ranulf Flambard, vescovo di Durham, a concedergli un luogo in cui potesse condurre la sua esistenza di eremita a Finchale, nei pressi del fiume Wear. Egli era stato precedentemente padre guardiano, il più basso degli ordini minori, alla chiesa dell'ospedale di Durham. Secondo le biografie sembra che abbia vissuto a Finchale per gli ultimi sessanta anni della sua vita, di tanto in tanto incontrandosi con i visitatori, su approvazione del priore. Col passare degli anni la sua fama andò crescendo, e sia Thomas Becket che Papa Alessandro III, come riferito, si affidarono ai consigli di Godric come uomo saggio e santo.
Reginald descrive Godric:
"Era un uomo vigoroso e forte con una mente molto aperta. Di media statura, spalle larghe e petto robusto, con una faccia lunga, occhi grigio chiaro e penetranti, sopracciglia folte, fronte ampia, narici aperte, naso dalla curva aquilina e mento appuntito. La sua barba era molto fitta e più lunga del normale, la bocca ben fatta, con le labbra di spessore moderato; in gioventù i suoi capelli erano neri e col passar del tempo divennero bianchi come la neve, il suo collo era corto e spesso, disegnato dalle vene e da rughe; le gambe erano un po' esili, il collo del piede alto, le ginocchia indurite e cornee a causa dei continui inginocchiamenti; la sua pelle era ruvida più dell'ordinario, fino a quando questa rugosità fu addolcita dalla vecchiaia ..."
San Godric è ricordato soprattutto per la sua gentilezza verso gli animali, e molte storie ricordano la sua protezione delle creature che vivevano vicino al suo ricovero nella foresta. Secondo una di queste, egli nascondeva un cervo dai cacciatori, secondo un'altra, permetteva ai serpenti di scaldarsi al suo fuoco.
Reginaldo di Durham ci ha tramandato quattro canzoni di San Godric: esse sono le canzoni più antiche in lingua inglese a noi pervenute.
Il romanzo Godric (1981) di Frederick Buechner è una storia romanzata della sua vita e dei suoi viaggi. Il libro ha ricevuto la nomination al Premio Pulitzer.